# Louis Fischer
Louis Fischer (29 de fevereiro de 1896 – 15 de janeiro 1970) foi um jornalista e escritor  judeu-americano. Entre as suas obras consta uma contribuição para o livro O Deus que Falhou, e a obra A vida de Lenin, que ganhou em 1965 o National Book Award em História e Biografia, bem como uma biografia de Mahatma Gandhi intitulada A Vida de Mahatma Gandhi. Este livro foi utilizado em 1982 como base para o filme Gandhi, vencedor de 8 Oscars, inclusive como o de melhor filme e melhor roteiro origimal.
Sua esposa, Markoosha Fischer, era também uma escritora. 

## Obras
- Oil Imperialism: The International Struggle for Petroleum (1926)
- The Soviets in World Affairs (1930)
- The War in Spain (1937)
- Men and Politics (autobiography) (1941)
- Gandhi & Stalin. (1947)
- The God that Failed (contribution) (1949)
- The Life of Mahatma Gandhi (1950)
- Stalin (1952)
- The Essential Gandhi (editor) (1962).
- The Life of Lenin (1964).
- Russia's Road from Peace to War (1969)